# Emiliano Romero
Emiliano Romero, vollständiger Name Emiliano Romero Clavijo, (* 30. September 1992 in Montevideo) ist ein uruguayischer Fußballspieler.

## Karriere
Der nach Vereinsangaben 1,78 Meter bzw. nach anderen Quellen 1,80 Meter große Mittelfeldakteur "Nano" Romero entstammt den Nachwuchsmannschaften der uruguayischen Vereins Juventud. Er debütierte 2010 im Profifußball. In der Saison 2012/13 bestritt er 26 Erstligaspiele (kein Tor). Für die Spielzeit 2013/14 weist die Statistik 17 Partien mit Romeros Beteiligung in der Primera División. Dabei erzielte er einen Treffer. In der Saison 2014/15 wurde er beim in Las Piedras ansässigen Klub 28-mal (kein Tor) in der höchsten uruguayischen Spielklasse eingesetzt. Es folgten in der Apertura 2015 13 weitere Erstligaeinsätze (kein Tor) und vier (kein Tor) in der Copa Sudamericana 2015. Mitte Januar 2016 lieh ihn der argentinische Klub Atlético Rafaela aus. Dort bestritt er bislang (Stand: 21. Februar 2017) zwölf Erstligabegegnungen (kein Tor) und eine Partie (kein Tor) in der Copa Argentina.